# 異色岩瓷蟹
異色岩瓷蟹（学名：Petrolisthes heterochrous）为瓷蟹科岩瓷蟹屬下的一个种。其种加词“heterochrous”意为“异色的”。